# Yvon Morandat
 (janvier 2021).
Marie Léon Ivan Morandat, dit Yvon Morandat, né le 25 décembre 1913 à Buellas (Ain) et mort le 8 novembre 1972 à Marseille, est un syndicaliste, homme politique et résistant français.

## Biographie

### Origine et formation
Yvon Morandat naît en 1913 dans une famille modeste de fermiers de l'Ain. Il milite à la Jeunesse agricole chrétienne puis quitte la ferme, et devient vendeur puis représentant de commerce à Bourg-en-Bresse.
Il fait son service militaire dans les chasseurs alpins en Savoie. Il s'établit à Chambéry et devient permanent à la CFTC. Il s'engage également dans la Ligue de la Jeune République.

### Seconde Guerre mondiale
En 1939, il est mobilisé dans les chasseurs alpins. Il est volontaire pour rejoindre le front de Norvège et participe à la bataille de Narvik en avril et mai 1940. Le 18 juin, il rejoint l'Angleterre et s'engage dans les rangs de la France libre. Il est attaché au cabinet du général de Gaulle.

#### Mission politique en France
À l'été 1941, le général de Gaulle lui confie la mission d'établir le contact avec les syndicats et mouvements de Résistance de la zone sud et de les financer. Son ordre de mission est complété par les instructions d'André Diethelm, commissaire à l'Intérieur : il est le premier agent à recevoir une telle mission politique de la France libre. Il prend comme pseudonyme son deuxième prénom « Yvon », dont il fait son prénom usuel à la Libération, et comme nom de code Pierrelot.
Son parachutage fait l'objet d'une mission conjointe du BCRA et du Special Operations Executive, nommée OUTCLASS, utilisant les moyens aériens de la RAF. Dans la nuit du 6 au 7 novembre, il est parachuté à Fonsorbes (Haute-Garonne), près de Toulouse.
Il établit rapidement les contacts attendus. Constatant l'ampleur du travail à accomplir en matière de résistance, il reste sur place pour s'y atteler. Il rejoint le mouvement Libération-Sud et devient membre de son comité directeur. Il subventionne ce mouvement, ainsi que le Comité d'action socialiste. Grâce à lui, Le Populaire clandestin peut être imprimé.
Il rédige un rapport détaillé, dans lequel il précise, entre autres, que le mouvement syndical existant dans la région pourrait être un support intéressant, parce que bien structuré et à l'esprit résistant très sûr. Il constate toutefois que celui-ci, pour fonctionner dans de bonnes conditions, aurait besoin d'une aide matérielle importante, et qu'il serait urgent d'envoyer un agent sur place pour constituer des équipes et les entraîner. Ce rapport a des difficultés pour parvenir à Londres, et c'est en fin de compte par l'intermédiaire de René Bertholet, citoyen suisse et syndicaliste international, et du consulat britannique à Genève, qu'il y parvient et se retrouve sur un bureau du SOE. Pour assurer cette mission, le colonel Buckmaster désigne Tony Brooks, qui est parachuté le 1er juillet 1942.

#### Avec Jean Moulin en Zone Sud
En février 1942, il rencontre André Boyer (chef du réseau Brutus), dans la salle des pas perdus du palais de justice de Marseille. Morandat reçoit mission de se mettre aux ordres de Jean Moulin, parachuté en France dans la nuit du 1er au 2 janvier 1942. Il le voit deux fois par mois, pour lui faire des propositions de distribution de subventions aux organismes dont il a la responsabilité.
Le 22 juin, lors d'une réunion à Toulouse avec Jean Moulin « Rex », Christian Pineau « Francis » et André Boyer, il lance l'idée d'un Parlement de la Résistance. Jean Moulin ne donne pas suite, estimant un tel projet prématuré.

#### Retour à Londres
En novembre 1942, Morandat est renvoyé à Londres par Jean Moulin, avec lequel il est en désaccord. En septembre 1943, il collabore avec André Philip et est désigné à l'Assemblée consultative provisoire.

#### La Libération
En janvier 1944, il retourne en France en étant parachuté le 29 janvier sur le terrain Ajusteur de Saint-Uze afin d'assister Alexandre Parodi. Le 21 août, lors de la Libération de Paris, seul avec sa future femme Claire, elle aussi résistante, il prend possession de l'hôtel Matignon au nom du Gouvernement provisoire.

### Après-guerre: un gaulliste de gauche
Il milite à l'Union démocratique et socialiste de la Résistance, au Rassemblement du peuple français puis à l'Union démocratique du travail (gaullistes de gauche).
Il est également président des Houillères de Provence, puis du Nord-Pas-de-Calais, président des Charbonnages de France. Il deviendra membre du Conseil économique et social. Le puits Yvon Morandat, creusé à Gardanne en 1981, porte son nom.
En 1965, il fonde le Front travailliste, mouvement gaulliste de gauche. De mai à juillet 1968, il est secrétaire d'État, auprès du ministre des Affaires sociales, chargé de l'Emploi dans le dernier gouvernement de Georges Pompidou. Lors des législatives qui suivent, il est candidat dans la Première circonscription de l'Ain où il est battu de moins de 2 points par le sortant centriste Paul Barberot, en triangulaire avec le candidat de la FGDS.
Il meurt le 8 novembre 1972 à Marseille.

## Les manuscrits de Céline
Selon Jean-Pierre Thibaudat, Yvon Morandat, occupant de 1944 à 1946 l'appartement de Louis-Ferdinand Céline, rue Girardon, a récupéré les manuscrits de l'écrivain. Morandat aurait contacté Céline à son retour en France en 1951, pour l'informer que son mobilier a été stocké en garde-meuble et qu'il pourra le récupérer s'il paie la facture. « Lui a-t-il aussi proposé de reprendre les manuscrits ? demande le journaliste François-Guillaume Lorrain. Sans doute, oui, mais nous n'en aurons pas la preuve tant que nous n'aurons pas les lettres envoyées par Céline à Yvon Morandat. »
Céline refuse de payer la facture. Morandat conserve les manuscrits. Les proches de Morandat croient qu'ils sont restés dans le garde-meuble. Dix ans après sa mort, ils les auraient découverts par hasard dans leur cave. Ils les confient à Jean-Pierre Thibaudat, par l'intermédiaire de Gilles Karpman, avec pour consigne de ne les faire ressortir qu'après la mort de Lucette Destouches,« par crainte qu’elle ne fasse disparaître certains documents ou empêche des travaux de recherche à partir des manuscrits et documents contenus dans la caisse », dans le but de préserver de l'opprobre la mémoire d'Yvon Morandat, et afin que personne ne gagne d'argent grâce à eux.
Thibaudat réfute ainsi les accusations (proférées par Céline) de vol à l'encontre de Morandat.

## Distinctions
- France
  -  Grand officier de la Légion d'honneur
  -  Compagnon de la Libération par décret du 13 juillet 1945
  -  Grand officier de l'ordre national du Mérite
  -  Croix de guerre 1939–1945 (3 citations)
  -  Médaille de la Résistance française avec rosette par décret du 31 mars 1947[6]
- Royaume-Uni
  -  Ordre de l'Empire britannique à titre militaire
- Belgique
  -  Officier de l'ordre de Léopold
  -  Croix de guerre

## Hommages
- À Paris, en 1978, la place Yvon-Morandat est inaugurée dans le 17e arrondissement en son honneur. En 1987, le prénom de Claire Morandat, également résistante, décédée en 1985, sera ajouté au nom de la place, qui devient place Yvon-et-Claire-Morandat.
- À Marseille, dans le 8e arrondissement, au sein de la résidence privée du Parc du Roy d'Espagne, une allée porte le nom d'Yvon Morandat.
- À Saint-Denis-lès-Bourg, commune voisine de Buellas et banlieue de Bourg-en-Bresse, un collège porte son nom depuis son ouverture, en septembre 1999.

### Filmographie

#### Cinéma
- Paris brûle-t-il ? réalisé par René Clément en 1966 : Jean-Paul Belmondo joue « Pierrelot », alias Yvon Morandat[7],[8], lors de sa prise de possession de l'hôtel Matignon en août 1944, en compagnie de sa femme Claire (jouée par Marie Versini).

#### Télévision
- Alias Caracalla, au cœur de la résistance, réalisé par Alain Tasma en 2013, France 3, joué par Grégory Gadebois[9].